# آگاهی (فیلم)
آگاهی (انگلیسی: Awareness) یک فیلم علمی تخیلی اسپانیایی-آمریکایی است که در سال ۲۰۲۳ منتشر شد.

## گزیدهٔ بازیگران
- کارلوس شولتز[۲]
- پدرو آلنسو[۳]
- ماریا پدراسا[۲]
- اسکار جانادا[۲]
- لی‌لا لورن[۳]